# Меламурђа (Каљари)
Меламурђа је насеље у Италији у округу Каљари, региону Сардинија.
Према процени из 2011. у насељу је живело 35 становника. Насеље се налази на надморској висини од 53 м.